# اوون کمبل (موسیقی‌دان)
اوون کمبل (انگلیسی: Owen Campbell؛ ‏ تلفظ: ‎/ˈkæmbəl/‎) موسیقی‌دان استرالیایی است. وی از سال ۲۰۰۲ میلادی تاکنون مشغول فعالیت بوده‌است.